# ديتكتيف كومكس
ديتكتيف كومكس هي سلسلة كتب مصورة أميركية تصدر شهريا من قبل دي سي كومكس منذ عام 1937، تشتهر بإدخالها البطل الخارق باتمان في ديتكتيف كومكس العدد 27 (مايو 1939). وهي مصدر اسم شركة النشر مع أكشن كومكس، أطلق كتاب الكومكس مع ظهور سوبرمان، بعد 881 عدد شهري نشر في المجلد الأول، أصبحت أطول كتب مصورة تنشر بشكل مستمر في  الولايات المتحدة.